# Castro de Ulaca
Le Castro de Ulaca est un site archéologique de peuplement vetton situé à Villaviciosa, dans la Province d'Ávila, en Castille-et-León. Ulaca est le plus grand des castros vetton. 

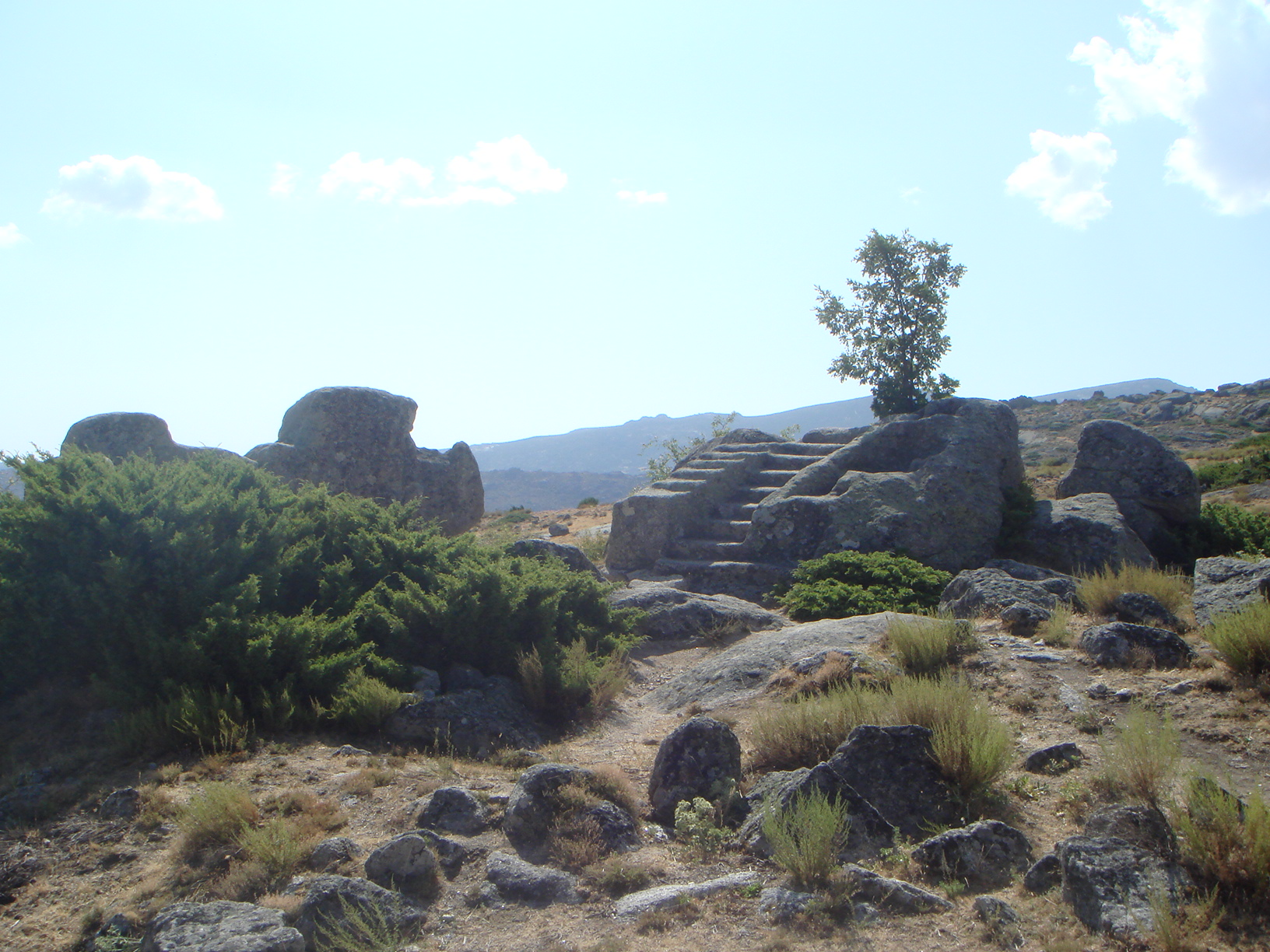
Autre vue du Castro de Ulaca (2009)

Les restes archéologiques de ce site sont peu communs, tels un autel de sacrifices et un sauna d'initiation construits en granit. Du Castro de Ulaca situé en hauteur et d'accès difficile, on peut voir toute la vallée du Valle de Amblès. À l'intérieur de l'enceinte se détache l'« autel », une grande masse en granit. Deux perrons conduisent à une surface plate avec quelques creux de différentes tailles. Le « four », une cavité de forme cubique pratiquée dans le bloc en granit ouvert à l'extérieur, laisse supposer la possibilité d'un sauna.